# سعید جعفریان
سعید جعفریان، کارگردان و فیلم‌نامه‌نویس ایرانی است.
او در سال ۱۳۶۰ و در تهران متولد شد. در سال ۱۳۸۵ تحصیلاتش در رشته مهندسی الکترونیک را نیمه‌کاره رها کرد و بلافاصله اولین فیلمش با نام پی.دی ۱۵۰ را در مورد فیلمسازی و رفاقت ساخت. او علاوه بر ساخت فیلم، در زمینه‌ی ساخت موزیک ویدئو هم فعالیت دارد.
فیلم کوتاه «تاریکی» ساخته او در بخش مسابقه فیلم کوتاه هفتاد و یکمین دوره جشنواره فیلم کن حضور داشت.

## فیلم‌ها

### فیلم‌های کوتاه داستانی
- بالکن (۱۳۸۵)[۶]
- هیولای فراکتالی (۱۳۸۸)[۷]
- تاریکی (۱۳۹۶)[۸]

### فیلم‌های مستند
- پی.دی ۱۵۰ (۱۳۸۵)[۹]
- سبیل: داستان انقراض (۱۳۸۹)[۱۰]
- برای فوتبال (۱۳۹۰)[۱۰]
- استرس: در میان اجتماع خشمگین (۱۳۹۴)[۱۱][۱۲]

### موزیک ویدئو
- موزیک ویدئوی قطعه زندان اثر محسن چاوشی (۱۳۹۵)[۱۳]